# Barrage d'Adatepe
Le barrage d'Adatepe (en turc Adatepe barajı) est un barrage en Turquie sur la rivière Göksun 
(Göksun Çayı) qui arrose la ville de Göksun située à 25 km au sud-est et en amont du barrage.

## Sources
- (en) www.dsi.gov.tr/tricold/adatepe.htm Site de l'agence gouvernementale turque des travaux hydrauliques